# Rasinja
Rasinja är en ort i Kroatien.   Den ligger i länet Koprivnica-Križevcis län, i den nordöstra delen av landet, 70 km nordost om huvudstaden Zagreb. Rasinja ligger 156 meter över havet och antalet invånare är 964.
Terrängen runt Rasinja är platt. Runt Rasinja är det ganska glesbefolkat, med 21 invånare per kvadratkilometer. Närmaste större samhälle är Koprivnica, 9,6 km öster om Rasinja. I omgivningarna runt Rasinja växer i huvudsak lövfällande lövskog.